# 아드다나 사막

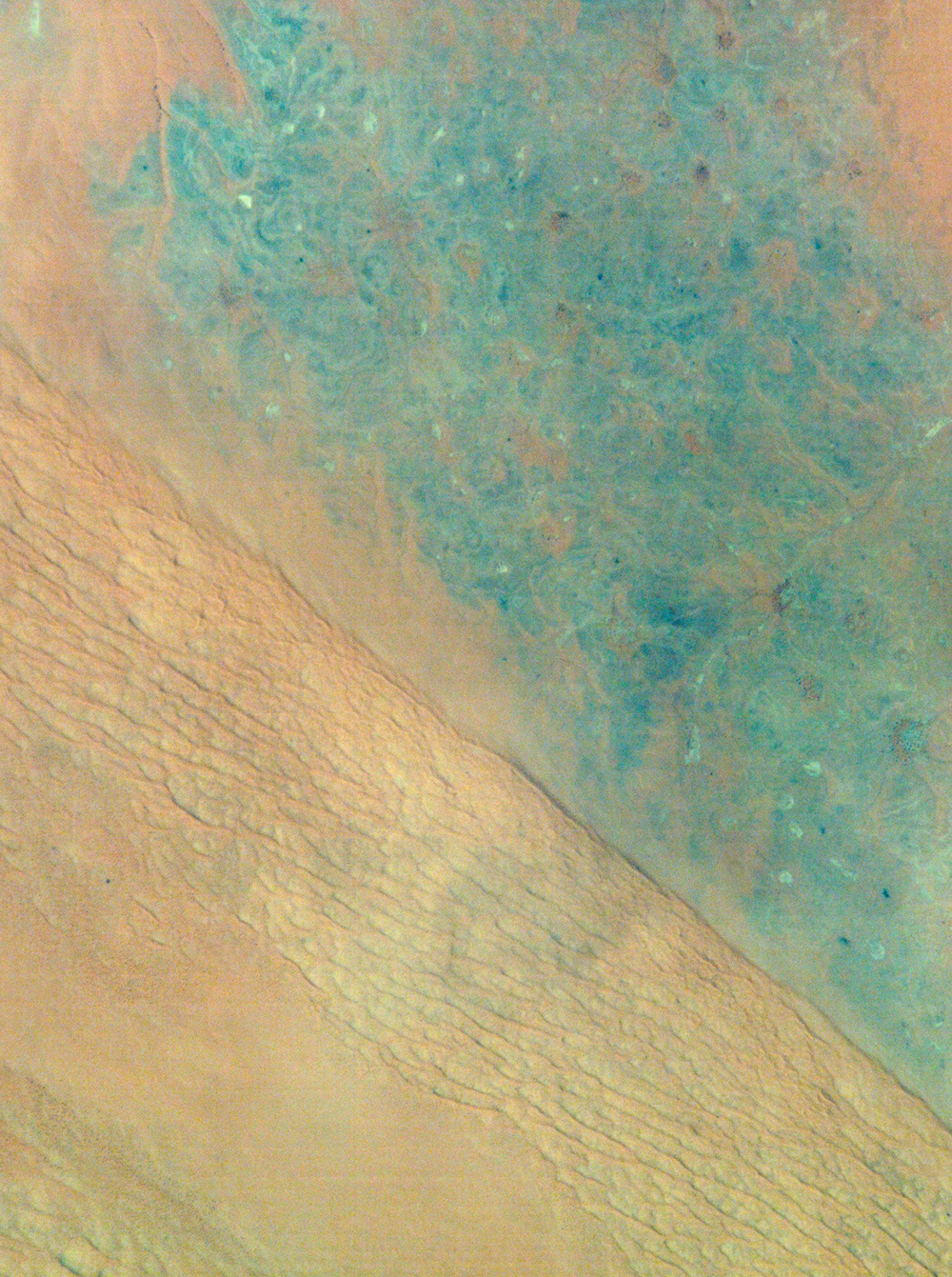
위성 사진

아드다나 사막(Ad-Dahna Desert, 알다나 사막)은 아라비아 사막의 중앙 부분이다. 북쪽의 안나푸드 사막과 남쪽의 룹알할리 사막을 연결하는 활 모양의 모래 지형의 회랑이다. 길이는 동쪽에서 트와이크 산맥을 따라 1,000km(620마일) 이상이고 폭은 80km(50마일)를 넘지 않는다. 또한 나지드에서 알아사 지방을 분리하는 지리적 경계로 간주된다. 따라서 아드다나 사막은 사우디아라비아의 거대 사막을 연결하는 끈이다.
이 사막은 평원으로 서로 분리된 일련의 7개 사막이다. 도로는 아드다나를 통과하여 쿠웨이트와 알질피 및 리야드를 연결하고 리야드와 하사를 연결한다.
아드다나 사막은 정맥(아랍어: عُرُوْق, 로마자 표기: ʿUrūq)이라고 불리는 수평으로 펼쳐진 높은 사구로 이루어져 있으며, 산화 철이 함유되어 있어 대부분 붉은색을 띕니다.

## 같이 보기
- 룹알할리 사막
- 아라비아 사막